# Abtei von Blanche-Couronne
Die Abtei von Blanche-Couronne in La Chapelle-Launay, Département Loire-Atlantique, in der Diözese Nantes ist ein Kulturdenkmal. 

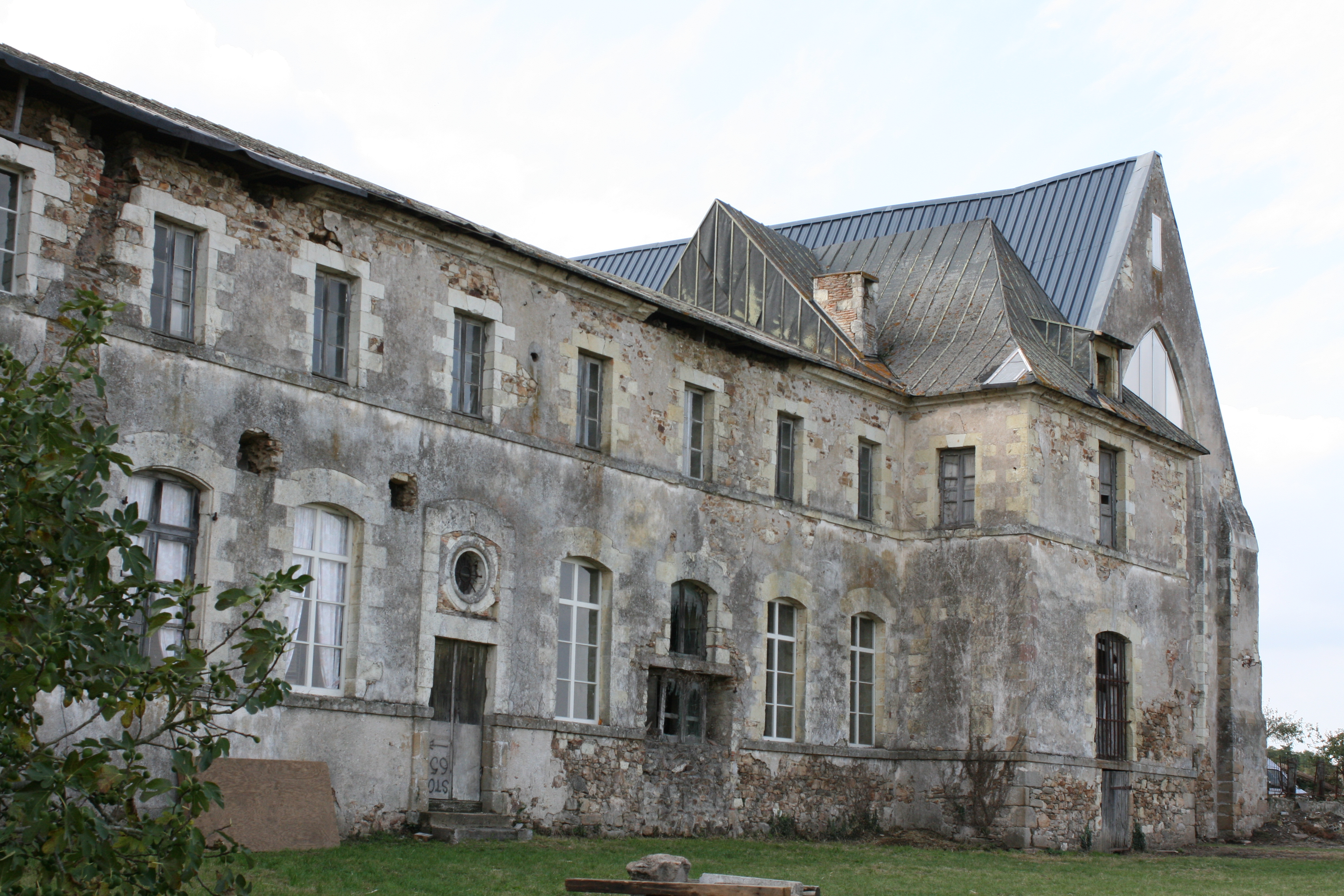
Kirche Blanche Couronne (2009)

## Geschichte
Die Abtei war wohl nicht vor dem 13. Jahrhundert in den Händen der Zisterzienser; sie bestand jedoch schon vorher, denn aus dem Jahr 1161 stammt die Erwähnung eines Abts Ernaud von Blanche Couronne. Zwar spricht die Architektur der Anlage für eine zisterziensische Gründung, doch gibt es ein Zeugnis von 1236, das als Nachweis dienen kann, dass die Abtei vorher von einem anderen Orden genutzt wurde. Ein weiteres Zeugnis aus dem Jahr 1410 beweist, dass zu diesem Zeitpunkt  Benediktiner dort untergebracht waren.
1767 wurde sie aufgegeben. Von 1871 bis 1917 gehörte sie dem Maler Auguste Toulmouche und seiner Ehefrau Marie Lecadre bzw. nach Toulmouches Tod 1890 seiner Witwe allein. In dieser Zeit verkehrten dort zahlreiche Künstler. Unter anderem war Elie Delaunay dort zu Gast und malte einen Raum aus. 1922 sollten die Baulichkeiten, die das Ehepaar Toulmouche zum Schloss und kulturellen Zentrum der Region umgestaltet hatte, sozialen Zwecken zugeführt werden; die Ideen wurden aber nicht umgesetzt und das Anwesen wurde landwirtschaftlich weitergenutzt. Während des Zweiten Weltkrieges wurde die Abtei zeitweise von den britischen Truppen genutzt, zeitweise von den deutschen, später dann von Familien aus Saint-Nazaire, die den Bombenangriffen entgehen wollten.
In den 1970er Jahren wurden die Compagnons de Blanche Couronne mit dem Ziel gegründet, das alte Kloster für spätere Generationen zu erhalten. Zu diesem Zeitpunkt waren die Baulichkeiten in desolatem Zustand; so fehlte etwa dem Chor der Kirche das Dach. Seit 1993 beteiligt sich die Gemeinde von La Chapelle Launay an den Bemühungen, die Anlage zu erhalten, seit 1994 gehört die Anlage zu den Monuments Historiques.

## Äbte
- Jean de Lorraine (1542–1548)

Koordinaten: 47° 21′ 3,4″ N, 1° 59′ 8,5″ W